# Салаткин, Алексей Михайлович
Алексей Михайлович Салаткин (Лонтогир) (1914, Непа, Киренский уезд Иркутской губернии, Российская империя (ныне Катангский район, Иркутская область — 1956 или 1957) — эвенкийский советский писатель

, поэт, педагог. Один из зачинателей эвенкийской литературы. Писал на эвенкийском языке.

## Биография
Эвенк из рода Лонтогир. Родился на одном из притоков реки Нижняя Тунгуска в семье бедного охотника. Учился в русской школе в с. Банщиково. В середине 1930-х годов окончил Ленинградский институт народов Севера. Вернувшись в родные края, работал в комсомоле. Через год был переведен на работу в Ербогоченскую школу учителем первого класса. Позже, занимался культурно-просветительской работой в Токминском кочевом совете.
Творчество А. Салаткин — у истоков эвенкийской литературы. Писать стихи начал во время учёбы в Ленинграде. Известность ему принесло эпическое сказание «Гегдаллукон и Ульгориккэн» (1935, на эвенкийском языке; 1940, в сопровождении русского перевода) о трагической любви, в основе которого — народные предания о столкновениях непских и ангарских тунгусских родов.
Автор, первый эвенк, создавший ряд стихотворений, прозаик. Знал песни своего народа, и ритм их взял за образец для своих стихов. В 1937 году в Ленинграде вышел поэтический сборник «Тайга играет» («Аги эвидерэн», 1937), в котором напечатано 22 стихотворения. Последние стихи Салаткина печатались в эвенкийском литературном альманахе «Раньше и теперь».

## Избранные публикации
- «Аги эвидерэн» («Радость тайги», 1937)
- «Луч Ленина», о появления первого партийца в тайге
- «Скалища», сравнение СССР со скалой
- Край наш родной: рассказы и стихи писателей Российской Федерации (1959)
- Поэзия народов Крайнего Севера и Дальнего Востока (2002)